# Tampere
Tampere ou Tammerfors (finlandês: Tampere, PRONÚNCIA; sueco: Tammerfors, PRONÚNCIA) é uma cidade e comuna do interior do sudoeste da Finlândia.
Localizada num istmo entre os lagos Näsijärvi e Pyhäjärvi, é o centro da segunda área metropolitana mais populosa do país. 

É a capital da região de Pirkanmaa, no sudoeste do país.
É uma cidade de expressão finlandesa (enspråkigt finsk).                                                                                A pequena minoria de língua sueca é vista como um importante centro da língua e cultura sueco-finlandesa. 
Segundo um inquérito nacional de 2018, Tampere era vista como a cidade residencial mais atrativa da Finlândia.

## História
Na Idade Média, Tampere era conhecida como um importante mercado e local de moagem.                                                            Em 1775, Gustavo III da Suécia fundou um mercado nas margens do canal Tammerkoski.                                                  Quatro anos depois, em 1 de outubro de 1779, a localidade recebeu o estatuto de cidade.

## Economia
A economia tradicional de Tampere está dominada pela indústria metalomecânica e têxtil.

## Educação
A cidade conta com duas instituições de ensino superior - a Universidade de Tampere (finlandês: Tampereen yliopisto, sueco: Tammerfors universitet; refundada em 2019) e a Escola Superior da Polícia (finlandês: Poliisiammattikorkeakoulu, sueco: Polisyrkeshögskolan).

## Património histórico, cultural e turístico
A cidade dispõe de um património turístico e cultural, onde pode ser destacado:

- Museu Centro Vapriikki  (finlandês: Vapriikki ; museu dedicado à história da cidade e da região)
- Casa de Mumin (sueco: Muminmuseet, finlandês: Muumimuseo; museu de arte com mais de 2 000 obras doadas pela artista Tove Jansson, criadora da personagem literária Família Mumin)

## Desporto
A cidade é sede do clube de futebol Ilves, assim como dos clubes de hóquei no gelo Ilves e Tappara. 

## Pessoas notáveis
- Minna Canth (escritora)
- Anne Nurmi  (cantora)
- Väinö Linna (escritor)
- Antero Manninen (músico)
- Elias Viljanen (guitarrista)
- Teemu Mäntysaari (guitarrista)